# ジ・オーケストラ
ジ・オーケストラ （The Orckestra）は、1977年3月にアヴァン・ロック・グループのヘンリー・カウ、マイク・ウェストブルック・ブラスバンド、フォーク歌手のフランキー・アームストロングが合流して結成された12人編成によるイギリスのアヴァンギャルド・ジャズとアヴァン・ロックのアンサンブルである。彼らは 1977年3月と6月にロンドンで2度の公演を行い、その後、1977年9月から1978年5月の間に2度のヨーロッパ・ツアーに出て、イタリア、フランス、スウェーデンで公演を行った。

## 略歴
ヘンリー・カウとマイク・ウェストブルック・ブラスバンドは、1977年に合併する前に何度か交流を持っていた。ウェストブルックは、1973年10月にロンドンで行われたヘンリー・カウのファウストとのレインボーシアター・コンサートに出演したゲストの1人であり、ブラスバンドはコンサートが始まる前に講堂のロビーで観客のために演奏した。1975年11月にフランスのボルドーで開催されたシグマ・フェスティバルでは、ヘンリー・カウとブラスバンドが同じ建物の異なる場所でパフォーマンスし、ヘンリー・カウのセットの最後に、ブラスバンドが観客席からニューオーリンズ葬送行進曲を演奏し、ヘンリー・カウのメンバーがステージで一緒に踊った。その後、1976年10月に、ヘンリー・カウ、マイク・ウェストブルック・ブラスバンド、フォークシンガーのフランキー・アームストロングが、ロンドンのニュー・クロスにあるゴールドスミス・カレッジにおいて同じ公演で異なるセットを演奏した。
1977年3月13日、ロンドンのラウンドハウスにおけるヘンリー・カウ、ブラスバンド、アームストロングの「ムーヴィング・レフト・レビュー (Moving Left Revue)」にて、再び同じ公演に参加したとき、合併してデビュー・パフォーマンスを行うことを決定した。「ムーヴィング・レフト・レビュー」は、ブラスバンドのポール・ラザフォードが支援していた共産党のベネフィット・コンサートであった。イギリスの音楽誌『メロディ・メイカー』のスティーヴ・レイクは、3時間に及んだコンサートを「大成功」とし、この合併はヘンリー・カウの一連のプロジェクトにおいて「最もエキサイティングなもの」であると述べた。ドラマーのクリス・カトラーは、オーケストラの可能性を探求することを常に望んでいて、彼らの「イデオロギーの共通点」が共同事業を必然的なものにしたと語った。
1977年6月26日、ジ・オーケストラはリージェンツ・パークの野外劇場で演奏を行った。イベントを振り返って「ガーディアン」紙のロナルド・アトキンスは、アンサンブルの音楽の範囲がどれほど広かったかに感銘を受けたと書いており、「他のどのグループも匹敵することができなかった」と語った。1977年9月、彼らはヨーロッパで3か月間のツアーに乗り出し、イタリアのミラノとモデナ、フランスのナンシーとパリで演奏した。1978年3月、ジ・オーケストラはヨーロッパへと戻り、スウェーデンのストックホルム、ノーショーピング、ヨーテボリ、ノルウェーのオスロ、フランスのパリ、ナンシー、ロングラヴィル、ロース・アン・ゴエル、ポワチエ、オルレアン、ボルドーで演奏を行った。
ヘンリー・カウはジ・オーケストラでの演奏を楽しんでいたが、合併には問題があった。ブラスバンドはヘンリー・カウの不規則なリズムを理解するのに苦労していた。ウェストブルックは「ジャズでは、その起源がダンスであるため、常に関わり合うパルスを持っています」と述べたが、ヘンリー・カウのアプローチは「音楽についての私たちの作曲のやり方や考え方とはまったく異質のものなのです」。結果として、アンサンブルのコンサートはブラスバンドの素材に支配される傾向があり、選ばれたヘンリー・カウからの数曲のみグループで演奏することができた。アトキンスはリージェンツ・パークのイベントで、「グループはリズム・セクションの補強されたウェストブルック・バンドのように聞こえた」と書いている。リハーサル時間の欠如もアンサンブルのパフォーマンスに影響を与えた。ブラスバンドがヘンリー・カウの作品を学ぶのに十分な時間はまったくなかった。ヘンリー・カウは、アンサンブルが演奏するために作品のアレンジをつくり出す時間を見つけることができなかった。ジ・オーケストラの最後のコンサートは1978年5月24日、フランスのボルドーで行われ、その後、解散を決定した。しかし、ヘンリー・カウ出身のジョージー・ボーンとリンジー・クーパーは、さらに数年間ウェストブルックに協力し続けた。

## 音楽
オーケストラは新しいマテリアルをつくり出さず、マイク・ウェストブルック・ブラスバンド、ヘンリー・カウ、フランキー・アームストロングが個別に演奏していた作品を一般的に演奏した。ラウンドハウスにおけるデビュー・パフォーマンスでのセットリストは次の通り：
- "Wheel of Fortune"
- "Beautiful as the Moon..."
- "Django"
- "God Bless the Child"
- "Naima"
- "Mourn not the Dead"
- "Anthem"
- "Jackie-ing"
- "On Suicide"
- "Lady Howard's Coach"
- "Kanonensong"
- "Santiago, You are Suffering"
- "Let the Slave"
- "Serpent Maigre"
- "Bartlemy Fair"
- "The Saucy Sailor"
- "Little Duke Arthur's Nurse"
- "Sovay, Sovay"
- "Jack the Lad"
- "Holy Thursday"
- "I See Thy Form"
- "Alabama Song"

ヘンリー・カウは、後にブラスバンドによる曲の一部を自分たちのセットに組み込んだ。たとえば「Jackie-ing」は、『The 40th Anniversary Henry Cow Box Set』（2009年）の『Volume 9: Late』に登場する。

## レコーディング
ジ・オーケストラのレコーディングがその活動中にリリースされることはなかった。1977年11月20日、ヒッポドロームのFêtedu Nouveau Populaireにおけるパリ・コンサートからの抜粋によるライブ・アルバムが計画されたが、録音内容が標準以下であり、プレミックスされていたことが判明したため、放棄された。このコンサートの海賊版音源が2003年にリリースされたが、その音質は悪いと報告されている。
ジ・オーケストラの最初に正式リリースされたレコーディングは、2006年に12分間の3インチCDシングル「Unreleased Orckestra Extract」が『Henry Cow Box』の購入者に渡されたときに登場した。1978年4月のジ・オーケストラによるライブ・パフォーマンスの一部がそこに含まれていた。

## メンバー
- ヘンリー・カウ
  - フレッド・フリス (Fred Frith) - ギター
  - ティム・ホジキンソン (Tim Hodgkinson) - オルガン、アルトサックス、クラリネット
  - クリス・カトラー (Chris Cutler) - ドラム
  - リンジー・クーパー (Lindsay Cooper) - バスーン、フルート、オーボエ
  - ダグマー・クラウゼ (Dagmar Krause) - ボーカル
  - ジョージー・ボーン (Georgie Born) - ベース、チェロ
- マイク・ウェストブルック・ブラスバンド
  - マイク・ウェストブルック (Mike Westbrook) - ピアノ、ユーフォニアム
  - ケイト・ウェストブルック (Kate Westbrook) - ピッコロ、テナーホルン（アルトホルン）
  - デイヴ・チェンバース (Dave Chambers) - ソプラノ&テナーサックス
  - ポール・ラザフォード (Paul Rutherford) - トロンボーン、ユーフォニアム
  - フィル・ミントン (Phil Minton) - ボーカル、トランペット
- フランキー・アームストロング (Frankie Armstrong) - ボーカル

## ディスコグラフィ

### シングル
- "Unreleased Orckestra Extract" (2006年、Recommended) ※3インチCDシングル。『Henry Cow Box』 (2006年)のボーナス・ディスク

### ブートレグ
- Live in Paris, November 20, 1977 (2003年、Hickory) ※日本製、2枚組